# 温敬铭
温敬铭（1905年—1985年7月3日），小名喜太，男，直隶（今河北）蠡县人，中国武术家，曾任武汉体育学院教授，是武汉体育学院武术专业的开创者之一。

## 生平
7岁开始习武。1929年考入北平宪兵司令部任武术教官。1930年调任山西太原军官教导团武术教练。1930年，在其师罗大枪资助下，参加南京中央第二届国术大考，取得短兵器（刀、枪）第二名。1930年，受聘入中央国术馆。
1985年7月3日，温敬铭在武汉病逝，享年80岁。
有名徒宮平保，為日本天行健中國武術館館長。

## 家庭
妻子刘玉华为国家级武术裁判，武汉体育学院教授。長子温力為武漢體育學院武術教授，次子温庄為湖北武术散打队总教练。